# Greenwood Village, Colorado
Greenwood Village är en stad (city) i Arapahoe County, i delstaten Colorado, USA. Enligt United States Census Bureau har staden en folkmängd på 14 237 invånare (2011) och en landarea på 21,4 km².